# Майланська сільська адміністрація
Майла́нська сільська адміністрація (каз. Майлан ауылдық әкімдігі, рос. Майланская сельская администрация) — адміністративна одиниця у складі Єрейментауського району Акмолинської області Казахстану. Адміністративний центр та єдиний населений пункт — село Майлан.
Населення — 1423 особи (2021; 1826 у 2009, 2166 у 1999, 2615 у 1989).
Станом на 1989 рік існували Новомарковська сільська рада (села Каражар, Кенетколь, Новомарковка) та Тимофієвська сільська рада (села Жолбасши, Тимофієвка). 1993 року вони утворили Новомарковський сільський округ. 2000 року ліквідовано село Каражар, 2001 року — село Кеноткель. 2005 року Новомарковський сільський округ розділений на Новомарковську сільську адміністрацію (село Новомарковка) та Акмирзинський сільський округ (села Жолбасши, Тимофієвка). 2023 року Новомарковська сільська адміністрація отримала сучасну назву.

## Склад
До складу адміністрації входять такі населені пункти:
| Населений пункт | Колишні назви | Населення, осіб (1989) | Населення, осіб (1999) | Населення, осіб (2009) | Населення, осіб (2021) |
| --------------- | ------------- | ---------------------- | ---------------------- | ---------------------- | ---------------------- |
| Каражар, село   | -             | 93                     | 0                      | -                      | -                      |
| Кеноткель       | Кенетколь     | 60                     | 26                     | -                      | -                      |
| Майлан, село    | Новомарковка  | 2462                   | 2140                   | 1826                   | 1423                   |